# Viorel Iordăchescu
Viorel Iordăchescu (Chișinău, 20 aprile 1977) è uno scacchista moldavo, Grande maestro.
Nella lista FIDE di aprile 2009 ha 2608 punti (158º al mondo e 3º nel suo paese).
Ha raggiunto il massimo punteggio in gennaio 2004, con 2634 punti.
Ha partecipato ad otto olimpiadi degli scacchi dal 1994 al 2008 (5 volte in seconda scacchiera) realizzando +20 =29 –17.
Tra i principali successi di torneo la vittoria al 49º torneo di Capodanno di Reggio Emilia 2006/07.
In gennaio 2009 ha vinto il torneo internazionale di Ancona.